# Vena anastomótica anterior
La vena anastomótica anterior, vena anastomótica superior o gran vena anastomótica de Trolard (TA: vena anastomótica superior) es una vena que efectúa interconexión entre la vena cerebral media superficial y el seno sagital superior.